# U-179
U-179 — большая океанская немецкая подводная лодка типа IXD2 времён Второй мировой войны. Заказ на постройку субмарины был отдан 28 мая 1940 года. Лодка была заложена 15 января 1941 года на верфи компании АГ Везер в Бремене под строительным номером 1019, спущена на воду 18 ноября 1941 года, вошла в строй 7 марта 1942 года под командованием корветтен-капитана Эрнста Собе.

## Флотилии
- 7 марта 1942 года — 31 августа 1942 года 4-я флотилия (учебная)
- 1 сентября 1942 года — 30 сентября 1942 года 10-я флотилия
- 1 октября 1942 года — 8 октября 1942 года 12-я флотилия

## Боевая служба
Лодка совершила один боевой поход, потопила одно судно, 6 558 брт. Потоплена 8 октября 1942 года в южной Атлантике, неподалёку от Кейптауна, в районе с координатами 33°28′ ю. ш. 17°05′ в. д., глубинными бомбами с британского эсминца HMS Active. Весь экипаж в составе 61 человека погиб.